# جوم بلاير
جوم بلاير (بالإنجليزية: Gretech Online Movie Player)‏ هو مشغل وسائط لنظام ويندوز، تم تطويره بواسطة جوم والشركة في كوريا الجنوبية. تتضمن ميزاته الرئيسية القدرة على تشغيل بعض ملفات الوسائط المعطلة والعثور على برامج الترميز المفقودة باستخدام خدمة مكتشف الترميز.
كلمة جوم (곰) تعني «دب» باللغة الكورية، وعلى هذا النحو يستخدم جوم بلاير مخلب الدب كرمز له.

## التنسيقات المدعومة
يمكن لجوم بلاير تشغيل تنسيقات الوسائط المتعددة التالية:
- ملفات تنسيق الأنظمة المتقدم/ إم بي 3/ تداخل الصوت والفيديو/ أوغ على اتصال دفق بروتوكول نقل النص الفائق.
- عبر دايركت شو: تداخل الصوت والفيديو، ويندوز ميديا فيديو، تنسيق الأنظمة المتقدم، إم بي 3، إم بي إي جي-4 بارت 14، ماتروسكا، ثري جي بي، فيديو جوجل،، فلاش فيديون كائن الفيديو، أوغ، مدير الدليل على الإنترنت، مبيج-1، إم بي إي جي 2، مبيج -4 الجزء 2، مبيج، H.263، أتش 264، فربس، ملف متعدد معدل الترميز AMR، تنبؤ خطي متحمس من كوالكوم، ترميز معدل متغير محسن، مايكروسوفت فيديو 1.
- عبر ريل بلايرأو بديل حقيقي: ريل ميديا.
- عبر كويك تايم أو بديل كويك تايم: تنسيق ملف كويك تايم.
- قرص صوتي مضغوط (يتطلب ويندوز 2000 أو ويندوز إكس بي أو أعلى).
- دي في دي وقرص فيديو رقمي مضغوط وقرص مضغوط فيديو فائق.

يمكن للاعب تشغيل ملفات تداخل الصوت والفيديو غير مكتملة أو مكسورة أو تالفة عن طريق تخطي الإطارات السيئة وإعادة إنشاء فهرس الملف عند الضرورة. يدعم جوم بلاير أيضًا دفق الفيديو من نظير إلى نظير من خلال وظيفة إضافية رسمية تسمى جوم تي في ستريمر.

## ترجمات
يدعم أحدث إصدار من جوم بلاير تنسيقات الترجمة التالية:
- ترجمات نص يونيكود.
- تبادل الوسائط المتزامن الذي يمكن الوصول إليه (smi.)
- سب ريب تيكست (srt.) ومايكرو دي في دي (sub.)، ولغة تكامل الوسائط المتعددة المتزامنة.
- سب ستيشن ألفا (ass.)
- دايركت فوب سب (sub + .idx.)
- ترجمات مضمنة لتنسيق تدفق متقدم، تدفق نشط وماتروسكا وأوغ

## تشغيل فيديو 360 درجة الواقع الافتراضي
- قادر على مشاهدة مقاطع الفيديو من أعلى وأسفل ولليسار ولليمين بزاوية 360 درجة، فقط باستخدام لوحة المفاتيح أو الفأرة الضوئية.
- يدعم المعاينة بمناظر جانبية من الأمام والخلف واليسار واليمين وكذلك انتقال الشاشة.
- يوفر وظائف البحث والتشغيل لمقاطع فيديو يوتيوب 360.

## التخصيص
واجهة جوم بلاير القابلة للجلد وأدوات التحكم في التصفية المتقدمة تجعله قابلاً للتخصيص، مما يسمح للمستخدمين بتخصيص البرنامج حسب أذواقهم. ومع ذلك، أصبحت هذه الميزة محدودة الآن، ولم يعد من الممكن تنزيل الأشكال أو الشعارات الجديدة من موقع الويب (فقط تلك التي يتم تضمينها مع مشغل جوم) حيث تتم إدارة البرنامج بواسطة فريق تطوير جديد.

## نسخة الجوال
تتوفر في الوقت الحاضر نسخة من البرنامج للهاتف الجوال تعمل على نظام أندرويد وآي أو إس. حيث بالإمكان تشغيل الفيديوهات والملفات الصوتية بواسطة هذا البرنامج على الجوال.

## مكتشف الترميز
ميزة أخرى مهمة لبرنامج جوم بلاير هي أنه عندما لا يتمكن من تشغيل الصوت أو الفيديو لملف وسائط محليًا، سيحاول العثور على برنامج ترميز خارجي مناسب لتشغيل تنسيق الملف هذا، باستخدام GUID الخاص بالتنسيق، وهو معرف فريد للترميز المطلوب. عند العثور على تطابق، سيوجه المستخدم إلى صفحة ويب حيث يمكن تنزيل برنامج الترميز وتثبيته.

## تواصل مع جوم ريموت
يمكنك التحكم في جوم بلاير باستخدام جوم ريموت. يتضمن ذلك جميع الوظائف الأساسية، مثل التحرك للأمام / للخلف، والتشغيل، والإيقاف المؤقت. يتضمن ذلك أيضًا وظائف متقدمة، مثل فتح الملفات والبحث والتحكم في طاقة الحاسوب.

## جوم بلاير للجوال
جوم بلاير متاح الآن في إصدارات أندرويد وآي أو إس. يمكنك الاستمتاع بمشاهدة مقاطع الفيديو ليس فقط على جهاز الحاسوب الخاص بك، ولكن أيضًا على جهازك المحمول. استمتع بمشاهدة مقاطع الفيديو بسهولة باستخدام جوم بلاير للجوال في أي وقت وفي أي مكان.

## الشعبية في كوريا الجنوبية
يعد جوم بلاير أشهر مشغل وسائط في كوريا الجنوبية. اعتبارًا من يوليو 2007، كان لديه 21.3 مليون مستخدم، مقارنة بـ 5.4 مليون مستخدم لويندوز ميديا بلاير من مايكروسوفت.
وجدت دراسة استقصائية حول الاستخدام على مدار أسبوع واحد بواسطة متريكس، وهي شركة استقصائية على الإنترنت، أن 69.8% من المستخدمين شاهدوا مواد إباحية، و43.2% شاهدوا أفلامًا سينمائية، و29.6% شاهدوا دراما تلفزيونية، و21.8% شاهدوا برامج متنوعة، و11% شاهدوا رسومًا متحركة، و7 % شاهدوا مقاطع الفيديو الموسيقية. يتماشى هذا مع كوريا الجنوبية التي يُزعم أنها أكبر منفق للفرد على المواد الإباحية، على الرغم من أن الإنتاج المحلي للمواد الإباحية غير قانوني. تشكك جريتيك في مصداقية هذا التقرير.
حصلت متريكس على بيانات المسح من 12000 مستخدم للإنترنت وافقوا طوعًا على تثبيت أداة مراقبة. تم استخدام أسماء الملفات فقط لتصنيف ملفات الوسائط المدرجة في الاستطلاع.
تشير جريتيك إلى أن ملفات الوسائط التي يتم تشغيلها بواسطة جوم بلاير لا يتم مراقبتها، وأن التثبيت الصريح لبرنامج متريكس للمسح فقط هو الذي مكّن من القيام بهذه المراقبة.

## بيض عيد الفصح
يمكن الوصول إلى بيضة عيد الفصح السرية عن طريق النقر بزر الفأرة الأيمن على مقطع فيديو يتم تشغيله في جوم بلاير، وبعد النقر بزر الفأرة الأيمن، يحتاج المستخدم إلى النقر فوق «حول»، في علامة التبويب «حول»، انقر نقرًا مزدوجًا، وستفتح نافذة تسمى «مراوغة».

## الجدل حول البرامج الضارة من طرف ثالث
منذ يناير 2019، من المعروف أنه يقوم بتثبيت برامج ضارة من طرف ثالث. أبلغ المستخدمون أيضًا عن المشكلة قبل عام في يناير 2018.

## وصلات خارجية
- الموقع على الإنترنيت
- مقارنة بين برمجيات مشغلات فيديو

## روابط خارجية
- الموقع الرسمي
- Official GOM News & Announcements
- Official GomTV Site (Korean)
- Official Gom Software site نسخة محفوظة 2 أكتوبر 2018 على موقع واي باك مشين.
- Official GomTV Site (English)
- Software Review by Softpedia
- Software Review by Techtree